# Campionato mondiale maschile di pallacanestro Under-19 2013
L'11º Campionato mondiale maschile di pallacanestro Under-19 (noto anche come 2013 FIBA Under-19 World Championship) si è svolto a Praga, in Repubblica Ceca dal 27 giugno al 7 luglio 2013. Gli Stati Uniti hanno vinto il titolo per la quinta volta.

## Squadre partecipanti
- Argentina
- Australia
- Brasile
- Canada
- Cina
- Corea del Sud
- Costa d'Avorio
- Croazia

- Iran
- Lituania
- Rep. Ceca
- Russia
- Senegal
- Serbia
- Spagna
- Stati Uniti

## Primo turno
Le 16 squadre sono state divise in 4 gruppi di 4. Le prime tre di ogni gruppo si qualificano al secondo turno, mentre le quarte disputano gli incontri di classificazione dal 13º al 16º posto

### Gruppo A
| Squadra       | P.ti | G | V | P | PF  | PS  | DP  |
| ------------- | ---- | - | - | - | --- | --- | --- |
| Spagna        | 6    | 3 | 3 | 0 | 271 | 216 | +55 |
| Croazia       | 5    | 3 | 2 | 1 | 261 | 241 | +20 |
| Canada        | 4    | 3 | 1 | 2 | 229 | 235 | -6  |
| Corea del Sud | 3    | 3 | 0 | 3 | 234 | 303 | -69 |

| Praga 27 giugno 2013, ore 13:15 UTC+2 | Spagna | 81 – 70 (23-19, 39-33, 54-54) referto | Canada | Arena Sparta |

| Praga 27 giugno 2013, ore 15:30 UTC+2 | Croazia | 106 – 89 (20-25, 46-47, 79-65) referto | Corea del Sud | O2 Arena |

| Praga 28 giugno 2013, ore 13:15 UTC+2 | Canada | 66 – 79 (19-22, 32-37, 44-52) referto | Croazia | O2 Arena |

| Praga 28 giugno 2013, ore 15:30 UTC+2 | Corea del Sud | 70 – 104 (21-20, 35-49, 49-74) referto | Spagna | Arena Sparta |

| Praga 29 giugno 2013, ore 13:15 UTC+2 | Croazia | 76 – 86 (15-25, 40-39, 57-64) referto | Spagna | Arena Sparta |

| Praga 29 giugno 2013, ore 15:30 UTC+2 | Canada | 93 – 75 (27-23, 45-41, 65-61) referto | Corea del Sud | O2 Arena |

### Gruppo B
| Squadra   | P.ti | G | V | P | PF  | PS  | DP  |
| --------- | ---- | - | - | - | --- | --- | --- |
| Lituania  | 6    | 3 | 3 | 0 | 234 | 180 | +54 |
| Argentina | 4    | 3 | 1 | 2 | 215 | 215 | 0   |
| Iran      | 4    | 3 | 1 | 2 | 174 | 214 | -40 |
| Rep. Ceca | 4    | 3 | 1 | 2 | 189 | 203 | -14 |

| Praga 27 giugno 2013, ore 18:00 UTC+2 | Rep. Ceca | 74 – 77 (23-25, 42-42, 63-61) referto | Lituania | O2 Arena |

| Praga 27 giugno 2013, ore 20:15 UTC+2 | Iran | 84 – 73 (22-13, 40-34, 69-44) referto | Argentina | Arena Sparta |

| Praga 28 giugno 2013, ore 18:00 UTC+2 | Argentina | 76 – 55 (17-17, 39-23, 61-38) referto | Rep. Ceca | O2 Arena |

| Praga 28 giugno 2013, ore 20:15 UTC+2 | Lituania | 81 – 40 (23-10, 43-16, 64-25) referto | Iran | Arena Sparta |

| Praga 29 giugno 2013, ore 18:00 UTC+2 | Iran | 50 – 60 (9-20, 21-32, 29-42) referto | Rep. Ceca | O2 Arena |

| Praga 29 giugno 2013, ore 20:15 UTC+2 | Lituania | 76 – 66 (19-15, 39-32, 56-46) referto | Argentina | Arena Sparta |

### Gruppo C
| Squadra   | P.ti | G | V | P | PF  | PS  | DP  |
| --------- | ---- | - | - | - | --- | --- | --- |
| Serbia    | 6    | 3 | 3 | 0 | 223 | 156 | +67 |
| Australia | 5    | 3 | 2 | 1 | 220 | 169 | +51 |
| Brasile   | 4    | 3 | 1 | 2 | 167 | 194 | -27 |
| Senegal   | 3    | 3 | 0 | 3 | 151 | 242 | -91 |

| Praga 27 giugno 2013, ore 13:15 UTC+2 | Senegal | 46 – 90 (11-26, 27-48, 35-71) referto | Australia | O2 Arena |

| Praga 27 giugno 2013, ore 15:30 UTC+2 | Serbia | 65 – 50 (14-7, 32-17, 47-30) referto | Brasile | Arena Sparta |

| Praga 28 giugno 2013, ore 13:15 UTC+2 | Brasile | 72 – 56 (15-12, 24-29, 50-32) referto | Senegal | Arena Sparta |

| Praga 28 giugno 2013, ore 15:30 UTC+2 | Australia | 57 – 78 (18-18, 28-44, 46-64) referto | Serbia | O2 Arena |

| Praga 29 giugno 2013, ore 13:15 UTC+2 | Brasile | 45 – 73 (9-21, 16-35, 32-55) referto | Australia | O2 Arena |

| Praga 29 giugno 2013, ore 15:30 UTC+2 | Senegal | 49 – 80 (15-21, 26-34, 35-48) referto | Serbia | Arena Sparta |

### Gruppo D
| Squadra        | P.ti | G | V | P | PF  | PS  | DP   |
| -------------- | ---- | - | - | - | --- | --- | ---- |
| Stati Uniti    | 6    | 3 | 3 | 0 | 316 | 133 | +183 |
| Cina           | 5    | 3 | 2 | 1 | 199 | 220 | -21  |
| Russia         | 4    | 3 | 1 | 2 | 184 | 219 | -35  |
| Costa d'Avorio | 3    | 3 | 0 | 3 | 120 | 247 | -127 |

| Praga 27 giugno 2013, ore 18:00 UTC+2 | Cina | 61 – 59 (19-15, 33-27, 49-46) referto | Russia | Arena Sparta |

| Praga 27 giugno 2013, ore 20:15 UTC+2 | Costa d'Avorio | 29 – 88 (10-34, 17-56, 22-75) referto | Stati Uniti | O2 Arena |

| Praga 28 giugno 2013, ore 18:00 UTC+2 | Russia | 78 – 43 (24-13, 48-28, 64-37) referto | Costa d'Avorio | Arena Sparta |

| Praga 28 giugno 2013, ore 20:15 UTC+2 | Stati Uniti | 113 – 57 (29-17, 63-29, 86-39) referto | Cina | O2 Arena |

| Praga 29 giugno 2013, ore 18:00 UTC+2 | Cina | 81 – 48 (20-7, 47-23, 72-32) referto | Costa d'Avorio | Arena Sparta |

| Praga 29 giugno 2013, ore 20:15 UTC+2 | Stati Uniti | 115 – 47 (30-13, 57-30, 87-41) referto | Russia | O2 Arena |

## Secondo turno
Le 12 squadre qualificate sono state divise in 2 gruppi di 6. I risultati degli incontri del primo turno sono stati mantenuti.

### Gruppo E
| Squadra   | P.ti | G | V | P | PF  | PS  | DP   |
| --------- | ---- | - | - | - | --- | --- | ---- |
| Spagna    | 11   | 6 | 5 | 1 | 472 | 394 | +78  |
| Lituania  | 11   | 6 | 5 | 1 | 467 | 406 | +61  |
| Croazia   | 11   | 6 | 5 | 1 | 518 | 454 | +64  |
| Canada    | 9    | 6 | 3 | 3 | 478 | 436 | +42  |
| Argentina | 7    | 6 | 1 | 5 | 350 | 458 | -108 |
| Iran      | 7    | 6 | 1 | 5 | 398 | 452 | -54  |

| Praga 1º luglio 2013, ore 13:15 UTC+2 | Argentina | 63 – 85 (10-21, 19-49, 38-66) referto | Croazia | O2 Arena |

| Praga 1º luglio 2013, ore 20:15 UTC+2 | Iran | 59 – 68 (18-15, 25-38, 38-53) referto | Spagna | Arena Sparta |

| Praga 1º luglio 2013, ore 20:15 UTC+2 | Lituania | 82 – 76 (8-21, 29-39, 49-47) referto | Canada | O2 Arena |

| Praga 2 luglio 2013, ore 15:30 UTC+2 | Canada | 95 – 57 (21-20, 35-49, 49-74) referto | Iran | Arena Sparta |

| Praga 2 luglio 2013, ore 15:30 UTC+2 | Spagna | 74 – 58 (12-16, 30-33, 56-45) referto | Argentina | O2 Arena |

| Praga 2 luglio 2013, ore 20:15 UTC+2 | Croazia | 91 – 90 (25-20, 59-39, 76-60) referto | Lituania | Arena Sparta |

| Praga 3 luglio 2013, ore 13:15 UTC+2 | Argentina | 62 – 78 (11-17, 23-42, 46-65) referto | Canada | O2 Arena |

| Praga 3 luglio 2013, ore 15:30 UTC+2 | Iran | 60 – 81 (12-24, 30-45, 46-62) referto | Croazia | Arena Sparta |

| Praga 3 luglio 2013, ore 15:30 UTC+2 | Lituania | 61 – 59 (17-11, 36-26, 47-43) | Spagna | O2 Arena |

### Gruppo F
| Squadra     | P.ti | G | V | P | PF  | PS  | DP   |
| ----------- | ---- | - | - | - | --- | --- | ---- |
| Stati Uniti | 12   | 6 | 6 | 0 | 572 | 312 | +260 |
| Serbia      | 11   | 6 | 5 | 1 | 421 | 323 | +98  |
| Cina        | 9    | 6 | 3 | 3 | 414 | 462 | -48  |
| Australia   | 9    | 6 | 3 | 3 | 428 | 412 | +16  |
| Russia      | 8    | 6 | 2 | 4 | 373 | 435 | -62  |
| Brasile     | 8    | 6 | 2 | 4 | 398 | 444 | -46  |

| Praga 1º luglio 2013, ore 15:30 UTC+2 | Cina | 88 – 79 (8-18, 33-37, 61-56) referto | Australia | Arena Sparta |

| Praga 1º luglio 2013, ore 15:30 UTC+2 | Russia | 46 – 60 (10-21, 22-35, 35-50) referto | Serbia | O2 Arena |

| Praga 1º luglio 2013, ore 18:00 UTC+2 | Stati Uniti | 91 – 66 (20-17, 40-34, 69-48) referto | Brasile | Arena Sparta |

| Praga 2 luglio 2013, ore 13:15 UTC+2 | Brasile | 78 – 82 (d.t.s.) (18-20, 38-42, 63-63, 75-75) referto | Russia | O2 Arena |

| Praga 2 luglio 2013, ore 18:00 UTC+2 | Serbia | 76 – 50 (21-10, 33-24, 50-40) referto | Cina | Arena Sparta |

| Praga 2 luglio 2013, ore 20:15 UTC+2 | Australia | 51 – 94 (12-24, 20-55, 36-77) referto | Stati Uniti | O2 Arena |

| Praga 3 luglio 2013, ore 18:00 UTC+2 | Cina | 77 – 87 (15-27, 44-42, 57-59) referto | Brasile | Arena Sparta |

| Praga 3 luglio 2013, ore 20:15 UTC+2 | Russia | 61 – 78 (14-12, 27-33, 48-55) referto | Australia | Arena Sparta |

| Praga 3 luglio 2013, ore 20:15 UTC+2 | Stati Uniti | 71 – 62 (19-15, 35-26, 50-47) referto | Serbia | O2 Arena |

## Incontri 13º/16º posto
Le 4 squadre eliminate dal primo turno si sono affrontate in un girone all'italiana.
| Squadra        | P.ti | G | V | P | PF  | PS  | DP  |
| -------------- | ---- | - | - | - | --- | --- | --- |
| Corea del Sud  | 5    | 3 | 2 | 1 | 248 | 250 | -2  |
| Rep. Ceca      | 5    | 3 | 2 | 1 | 244 | 233 | +11 |
| Costa d'Avorio | 4    | 3 | 1 | 2 | 179 | 193 | -14 |
| Senegal        | 4    | 3 | 1 | 2 | 217 | 212 | +5  |

| Praga 1º luglio 2013, ore 13:15 UTC+2 | Senegal | 51 – 53 (14-14, 20-27, 40-48) referto | Costa d'Avorio | Arena Sparta |

| Praga 1º luglio 2013, ore 18:00 UTC+2 | Corea del Sud | 96 – 95 (d.t.s.) (18-22, 36-52, 66-72, 87-87) referto | Rep. Ceca | O2 Arena |

| Praga 2 luglio 2013, ore 13:15 UTC+2 | Senegal | 88 – 79 (21-22, 43-48, 63-66) referto | Corea del Sud | Arena Sparta |

| Praga 2 luglio 2013, ore 18:00 UTC+2 | Costa d'Avorio | 59 – 69 (9-21, 14-37, 36-57) referto | Rep. Ceca | O2 Arena |

| Praga 3 luglio 2013, ore 13:15 UTC+2 | Corea del Sud | 73 – 67 (15-18, 40-36, 56-49) referto | Costa d'Avorio | Arena Sparta |

| Praga 3 luglio 2013, ore 18:00 UTC+2 | Rep. Ceca | 80 – 78 (16-22, 32-37, 62-63) referto | Senegal | O2 Arena |

## Fase a eliminazione diretta

### Tabellone
|  | Quarti di finale | Quarti di finale |               |          | Semifinali                | Semifinali                |  |  | Finale        | Finale |
|  |                  |                  |               |          |                           |                           |  |  |               |        |
|  | 5 luglio 2013    |                  |               |          |                           |                           |  |  |               |        |
|  |                  |                  |               |          |                           |                           |  |  |               |        |
|  | Spagna           | 76               |               |          |                           |                           |  |  |               |        |
|  | Spagna           | 76               | 6 luglio 2013 |          |                           |                           |  |  |               |        |
|  | Australia        | 87               |               |          |                           |                           |  |  |               |        |
|  | Australia        | 87               | Australia     | 58       |                           |                           |  |  |               |        |
|  | 5 luglio 2013    |                  | Australia     | 58       |                           |                           |  |  |               |        |
|  |                  | Serbia           | 63            |          |                           |                           |  |  |               |        |
|  | Serbia           | Serbia           | 63            | 73       |                           |                           |  |  |               |        |
|  | Serbia           |                  | 7 luglio 2013 | 73       |                           |                           |  |  |               |        |
|  | Croazia          | 66               |               |          |                           |                           |  |  |               |        |
|  | Croazia          | 66               | Serbia        | 68       |                           |                           |  |  |               |        |
|  | 5 luglio 2013    |                  | Serbia        | 68       |                           |                           |  |  |               |        |
|  |                  | Stati Uniti      | 82            |          |                           |                           |  |  |               |        |
|  | Cina             | Stati Uniti      | 82            | 58       |                           |                           |  |  |               |        |
|  | Cina             | 6 luglio 2013    |               | 58       |                           |                           |  |  |               |        |
|  | Lituania         | 89               |               |          |                           |                           |  |  |               |        |
|  | Lituania         | 89               | Lituania      | 60       | Finale per il terzo posto | Finale per il terzo posto |  |  |               |        |
|  | 5 luglio 2013    |                  | Lituania      | 60       | Finale per il terzo posto | Finale per il terzo posto |  |  |               |        |
|  |                  | Stati Uniti      | 100           |          |                           |                           |  |  |               |        |
|  | Canada           | Stati Uniti      | 100           | 67       | Australia                 | 100                       |  |  |               |        |
|  | Canada           |                  |               | 67       | Australia                 | 100                       |  |  |               |        |
|  | Stati Uniti      | 109              |               | Lituania | 106                       |                           |  |  |               |        |
|  | Stati Uniti      | 109              |               |          | 106                       |                           |  |  |               |        |
|  |                  |                  |               |          |                           |                           |  |  | 7 luglio 2013 |        |
|  |                  |                  |               |          |                           |                           |  |  |               |        |

#### Incontri 5º/8º posto
|  | Semifinali 5º/8º posto | Semifinali 5º/8º posto | Semifinali 5º/8º posto |        |        | Finale 5º/6º posto | Finale 5º/6º posto | Finale 5º/6º posto |  |
|  |                        |                        |                        |        |        |                    |                    |                    |  |
|  | Spagna                 | Spagna                 | 75                     |        |        |                    |                    |                    |  |
|  | Spagna                 | Spagna                 | 75                     |        |        |                    |                    |                    |  |
|  | Croazia                | Croazia                | 64                     |        |        |                    |                    |                    |  |
|  | Croazia                | Croazia                | 64                     |        | Spagna | Spagna             | 72                 |                    |  |
|  |                        |                        |                        |        | Spagna | Spagna             | 72                 |                    |  |
|  |                        |                        | Canada                 | Canada | 68     |                    |                    |                    |  |
|  | Cina                   | Cina                   | Canada                 | Canada | 68     | 100                |                    |                    |  |
|  | Cina                   | Cina                   |                        |        |        | 100                |                    |                    |  |
|  | Canada                 | Canada                 | 110                    |        |        | Finale 7º/8º posto | Finale 7º/8º posto | Finale 7º/8º posto |  |
|  | Canada                 | Canada                 | 110                    |        |        |                    |                    |                    |  |
|  |                        |                        |                        |        |        |                    |                    |                    |  |
|  |                        |                        |                        |        |        | Croazia            | Croazia            | 80                 |  |
|  |                        |                        |                        |        |        | Croazia            | Croazia            | 80                 |  |
|  |                        |                        |                        |        |        | Cina               | Cina               | 94                 |  |

#### Incontri 9º/12º posto
|  | Semifinali 9º/12º posto | Semifinali 9º/12º posto | Semifinali 9º/12º posto |        |         | Finale 9º/10º posto  | Finale 9º/10º posto  | Finale 9º/10º posto  |  |
|  |                         |                         |                         |        |         |                      |                      |                      |  |
|  | Iran                    | Iran                    | 53                      |        |         |                      |                      |                      |  |
|  | Iran                    | Iran                    | 53                      |        |         |                      |                      |                      |  |
|  | Brasile                 | Brasile                 | 63                      |        |         |                      |                      |                      |  |
|  | Brasile                 | Brasile                 | 63                      |        | Brasile | Brasile              | 53                   |                      |  |
|  |                         |                         |                         |        | Brasile | Brasile              | 53                   |                      |  |
|  |                         |                         | Russia                  | Russia | 60      |                      |                      |                      |  |
|  | Argentina               | Argentina               | Russia                  | Russia | 60      | 59                   |                      |                      |  |
|  | Argentina               | Argentina               |                         |        |         | 59                   |                      |                      |  |
|  | Russia                  | Russia                  | 63                      |        |         | Finale 11º/12º posto | Finale 11º/12º posto | Finale 11º/12º posto |  |
|  | Russia                  | Russia                  | 63                      |        |         |                      |                      |                      |  |
|  |                         |                         |                         |        |         |                      |                      |                      |  |
|  |                         |                         |                         |        |         | Iran                 | Iran                 | 79                   |  |
|  |                         |                         |                         |        |         | Iran                 | Iran                 | 79                   |  |
|  |                         |                         |                         |        |         | Argentina            | Argentina            | 68                   |  |

## Quarti di finale
| Praga 5 luglio 2013, ore 13:15 UTC+2 | Lituania | 89 – 58 (18-18, 44-32, 71-45) referto | Cina | O2 Arena |

| Praga 5 luglio 2013, ore 15:30 UTC+2 | Spagna | 76 – 87 (15-19, 31-45, 48-66) referto | Australia | O2 Arena |

| Praga 5 luglio 2013, ore 18:00 UTC+2 | Serbia | 73 – 66 (24-17, 38-35, 59-51) referto | Croazia | O2 Arena |

| Praga 5 luglio 2013, ore 20:15 UTC+2 | Canada | 67 – 109 (22-30, 38-53, 50-84) referto | Stati Uniti | O2 Arena |

## Semifinali
9º/-12º
| Praga 5 luglio 2013, ore 8:45 UTC+2 | Iran | 53 – 63 (10-19, 21-33, 36-47) referto | Brasile | O2 Arena |

| Praga 5 luglio 2013, ore 11:00 UTC+2 | Argentina | 59 – 63 (16-25, 30-34, 48-47) referto | Russia | O2 Arena |

5º-8º posto
| Praga 6 luglio 2013, ore 13:15 UTC+2 | Spagna | 75 – 64 (19-20, 38-36, 57-48) referto | Croazia | O2 Arena |

| Praga 6 luglio 2013, ore 15:30 UTC+2 | Cina | 100 – 110 (d.3 t.s.) (15-18, 32-32, 60-54, 78-78, 85-85, 94-94) referto | Canada | O2 Arena |

1º-4º posto
| Praga 6 luglio 2013, ore 18:00 UTC+2 | Australia | 58 – 63 (18-11, 25-32, 43-47) referto | Serbia | O2 Arena |

| Praga 6 luglio 2013, ore 20:15 UTC+2 | Lituania | 60 – 100 (16-25, 22-47, 40-72) referto | Stati Uniti | O2 Arena |

## Finali
11º-12º posto
| Praga 6 luglio 2013, ore 8:45 UTC+2 | Iran | 79 – 68 (20-12, 39-26, 65-45) referto | Argentina | O2 Arena |

9º-10º posto
| Praga 6 luglio 2013, ore 11:00 UTC+2 | Brasile | 53 – 60 (14-19, 23-27, 34-42) referto | Russia | O2 Arena |

7º-8º posto
| Praga 7 luglio 2013, ore 13:15 UTC+2 | Croazia | 80 – 94 (14-28, 26-50, 46-75) referto | Cina | O2 Arena |

5º-6º posto
| Praga 7 luglio 2013, ore 15:30 UTC+2 | Spagna | 72 – 68 (14-8, 39-26, 60-46) referto | Canada | O2 Arena |

3º-4º posto
| Praga 7 luglio 2013, ore 18:00 UTC+2 | Australia | 100 – 106 (d.t.s.) (18-21, 34-42, 62-56, 85-85) referto | Lituania | O2 Arena |

1º-2º posto
| Praga 7 luglio 2013, ore 20:15 UTC+2 | Serbia | 68 – 82 (22-26, 38-40, 51-57) referto | Stati Uniti | O2 Arena |

## Classifica finale
| Campione del Mondo | Campione del Mondo | Campione del Mondo | Campione del Mondo |
| --- | ------------------ | --- | ------------------ |
| Stati Uniti under 194 Payton, 5 Sulaimon, 6 Williams-Goss, 7 Smart, 8 Frazier, 9 Robinson, 10 Winslow, 11 Gordon, 12 Harrell, 13 Tobey, 14 Stokes, 15 Okafor, All. Billy Donovan |                    | |                    |
| Argento | Serbia             | Serbia under 194 Pot, 5 Novak, 6 M. Janković, 7 Jokić, 8 Kutlešić, 9 Micić, 10 Anđušić, 11 Milutinov, 12 N. Janković, 13 Andrić, 14 Dobrić, 15 Šalić, All. Dejan Mijatović                      |                    |
| Bronzo | Lituania           | Lituania under 194 Gustys, 5 Tamulis, 6 Raupys, 7 Gintvainis, 8 Lekavičius, 9 Dimša, 10 Stašelis, 11 Jankaitis, 12 Krestinin, 13 Grigonis, 14 Geben, 15 Tarolis, All. Tomas Masiulis            |                    |
| 4. | Australia          | Australia under 194 Naar, 5 Fisher, 6 Rowley, 7 Exum, 8 Martin, 9 Oswald, 10 Pinder, 11 Kalau Von Hofe, 12 Krslović, 13 Pineau, 14 Bolden, 15 Duncan, All. Damian Cotter                        |                    |
| 5. | Spagna             | Spagna under 194 Mendia, 5 Paulí, 6 Vicedo, 7 Brizuela, 8 Chapela, 9 Hernangómez, 10 Díaz, 11 Saiz, 12 Nogués, 13 Pérez, 14 Marín, 15 Homs, All. Luis Guil                                      |                    |
| 6. | Canada             | Canada under 194 Kajami-Keane, 5 Notice, 6 Okolie, 7 De Ciman, 8 Rathan-Mayes, 9 McIntosh, 10 Lyles, 11 Ennis, 12 Pirovic, 13 Taylor, 14 Clair, 15 Egi, All. Roy Rana                           |                    |
| 7. | Cina               | Cina under 194 Zhao J., 5 Luo, 6 Yuan, 7 Wu Qi., 8 Zhao R., 9 Heng, 10 Li, 11 Gao, 12 Zhao T., 13 Lai, 14 Wu Qu., 15 Zhou, All. Wang Huaiyu                                                     |                    |
| 8. | Croazia            | Croazia under 194 Junaković, 5 Gabrić, 6 Gulam, 7 Mustapić, 8 Demo, 9 Šarić, 10 Brzoja, 11 Mavra, 12 Bošnjak, 13 Bender, 14 Marić, 15 Jurković, All. Dražen Brajković                           |                    |
| 9. | Russia             | Russia under 194 Kašin, 5 Krečetov, 6 Vojtov, 7 Kulagin, 8 Annaev, 9 Fedorčenko, 10 Gan'kevič, 11 Il'nickij, 12 Peršin, 13 Desjatnikov, 14 Karenin, 15 Kanygin, All. Aleksandr Černov           |                    |
| 10. | Brasile            | Brasile under 194 Pecos, 5 Felipe, 6 Guilherme, 7 Siqueira, 8 Braga, 9 Deryk, 10 Humberto, 11 Antônio, 12 Dias, 13 Bordignon, 14 Demétrio, 15 Du Sommer, All. -                                 |                    |
| 11. | Iran               | Iran under 194 Beigiarbatsofla, 5 Foroutan, 6 Mozafari, 7 Mashayekhi, 8 Yakhchali, 9 Dehghani, 10 Riaei, 11 Bagherikoudakani, 12 Dalirzahan, 13 Yazdanpanah, 14 Yousof Vand, 15 Rahmati, All. - |                    |
| 12. | Argentina          | Argentina under 194 Vaulet, 5 Whelan, 6 Barral, 7 Deck, 8 Haag, 9 González, 10 Morales, 11 Bernardini, 12 Saiz, 13 Zurschmitten, 14 Torres, 15 Barroso, All. Nicolás Casalánguida               |                    |
| 13. | Corea del Sud      | Corea del Sud under 194 Kang, 5 Choe J., 6 Choe Seo., 7 Cheon, 8 An, 9 Heo, 10 Byeon, 11 Choe Seu., 12 Kim, 13 Jeon, 14 Park I., 15 Park J., All. -                                             |                    |
| 14. | Rep. Ceca          | Rep. Ceca under 194 Svoboda, 5 Šoula, 6 Kouřil, 7 Slanina, 8 Feštr, 9 Pecháček, 10 Křivánek, 11 Grunt, 12 Aušprunk, 13 Šafarčík, 14 Švandrlík, 15 Peterka, All. Petr Jachan                     |                    |
| 15. | Costa d'Avorio     | Costa d'Avorio under 194 Sanogo, 5 A. Touré, 6 Kuo, 7 Adjei, 8 O. Touré, 9 Bah, 10 Karaboue, 11 A. Traoré, 12 D. Traoré, 13 Kouakou, 14 Meité, 15 Fofana, All. -                                |                    |
| 16. | Senegal            | Senegal under 194 A. Diallo, 5 Diatta, 6 Sankare, 7 C. Diallo, 8 Ndiaye, 9 Mbaye, 10 Fall, 11 Kane, 12 Ndoye, 13 Talla, 14 Gueye, 15 Badiane, All. -                                            |                    |